# Trường Đại học Gadjah Mada
Trường Đại học Gadjah Mada (tiếng Indonesia: Universitas Gadjah Mada hay UGM) là trường đại học lớn nhất Indonesia tính theo số lượng sinh viên. Đây cũng là trường đại học xưa nhất Indonesia, thành lập vào ngày 19 tháng 12 năm 1949 dù khóa giảng dạy đầu tiên đã được thực hiện ngày 13 tháng 3 năm 1946. Tên của trường được lấy từ tên của thủ tướng Majapahit, Gajah Mada.
UGM tọa lạc tại Yogyakarta, Daerah Istimewa Yogyakarta. Trường có 18 khoa, 73 chương trình đào tạo undergraduate, 28 diploma study programs, và một graduate program of 62 study programs từ Khoa học xã hội đến Kỹ thuật. Trường có 55.000 sinh viên, 647 sinh viên nước ngoài, 2240 cán bộ công nhân viên và 2273 giảng viên.

## Lịch sử
Khi thành lập, UGM có 6 khoa: Khoa Y-Nha-Dược, Khoa Luật-Khoa học xã hội và chính trị, Khoa kỹ thuật, Khoa Văn-Sư phạm-Triết học, Khoa nông nghiệp và Khoa Thú y. Từ 1952 đến 1952, Khoa Y được tách thành 2 khoa riêng biệt, phân khoa Luật, Khoa học xã hội và chính trị được thành lập và Khoa Giáo dục và đào tạo giáo viên được nhập vào IKIP Yogyakarta.
Trong thời gian đầu, Đại học này sử dụng các tòa nhà và các phương tiện khác thuộc Kraton của Yogyakarta (lâu đài của tiểu vương Sultan Hamengkubuwono IX). Trường đại học này dần thiết lập cơ sở riêng ở Bulaksumur. Hiện trường đã có khu trường sở rộng 3 km².

## Các khoa
- Sinh học
  - Bộ môn Sinh học
- Kinh tế
  - Bộ môn Nghiên cứu Kinh tế và Phát triển
  - Bộ môn Quản trị Kinh doanh
  - Bộ môn Kế toán
- Dược khoa
  - Bộ môn Khoa học và Công nghệ Dược phẩm
  - Bộ Dược Lâm sàng và Dược Cộng đồng
  - Bộ môn Dược phẩm Tự nhiên
- Triết học
  - Bộ môn Triết học
- Địa lý
  - Bộ môn Địa lý
  - Bộ môn Địa lý Vật lý và Môi trường
  - Bộ môn Địa lý Nhân học
  - Bộ môn Bản đồ và Viễn thám
  - Bộ môn Phát triển Khu vực
- Luật
  - Bộ môn Nghiên cứu Pháp lý
- Khoa học Văn hóa
  - Bộ môn Nhân củng học
  - Bộ môn Khảo cổ
  - Bộ môn Lịch sử
  - Bộ môn Văn học và Ngôn ngữ Indonesia
  - Bộ môn Văn học và Ngôn ngữ Nusantara
  - Bộ môn Văn học và Ngôn ngữ Anh
  - Bộ môn Văn học và Ngôn ngữ Ả Rập
  - Bộ môn Văn học và Ngôn ngữ Pháp
  - Bộ môn Văn học và Ngôn ngữ Nhật Bản
- Khoa học Xã hội và Chính trị
  - Bộ môn Hành chính
  - Bộ môn Quan hệ Quốc tế
  - Bộ môn Giao tiếp
  - Bộ môn Chính quyền
  - Bộ môn Phát triển Xã hội
  - Bộ môn Xã hội học
- Trường Y
  - Bộ môn Bác sĩ Đa khoa
  - Bộ môn Điều dưỡng
  - Bộ môn Dinh dưỡng
- Nha khoa
  - Bộ môn Nha khoa
- Thú y
  - Bộ môn Khoa học Thú y
- Lâm nghiệp
  - Bộ môn Quản lý rừng
  - Bộ môn Lâm sinh
  - Bộ môn Công nghệ Sản phẩm Lâm nghiệp
  - Bộ môn Bảo tồn Tài nguyên Rừng
- Toán học & Khoa học Tự nhiên
  - Bộ môn Vật lý
  - Bộ môn Vật lý Địa cầu
  - Bộ môn Điện tử và Điều khiển
  - Bộ môn Hóa học
  - Bộ môn Toán học
  - Bộ môn Thống kê
  - Bộ môn Khoa học Máy tính
- Nông nghiệp
  - Bộ môn Nông học
  - Bộ môn Trồng trọt
  - Bộ môn Bệnh lý học cây trồng và Côn trùng học
  - Bộ môn Quản lý Tài nguyên Thủy sản
- Thủy sản
  - Bộ môn Nuôi trồng thủy sản
  - Bộ môn Thủy sản Quản lý tài nguyên
  - Bộ môn Công nghệ Sản phẩm thủy sản

Khoa học Động vật
- - Bộ môn Khoa học chăn nuôi và Dinh dưỡng động vật
  - Bộ môn Sản xuất Động vật
  - Bộ môn Kinh tế học vĩ mô Gia cầm
  - Bộ môn Công nghệ sản phẩm Gia súc
- Kỹ thuật
  - Bộ môn Kỹ thuật nông nghiệp
  - Bộ môn Vật lý Kỹ thuật
  - Bộ môn Quy hoạch vùng và đô thị
  - Bộ môn Kỹ thuật điện
  - Bộ môn Kỹ thuật Trắc đạc Trắc địa
  - Bộ môn Kỹ thuật Địa lý
  - Bộ môn Kỹ thuật Công nghiệp
  - Bộ môn Kỹ thuật Cơ khí
  - Bộ môn Kỹ thuật Hóa
  - Bộ môn Kỹ thuật Hạt nhân
  - Bộ môn Kỹ thuật Xây dựng dân dụng
- Công nghệ Nông nghiệp
  - Bộ môn Kỹ thuật Canh nông
  - Bộ mông Công nghệ Sản phẩm Nông nghiệp và Thực phẩm
  - Bộ môn Công nghệ Công-Nông
- Tâm lý học
  - Bộ môn Tâm lý học

## Trường kinh doanh
Năm 1988, UGM mở khóa đào tạo thạc sĩ trên cơ sở hợp tác với các trường: Đại học Kentucky và Đại học Temple. Đến tháng 10 năm 2005, Trường kinh doanh đã đào tạo tổng cộng 4197 cử nhân.